# Jean Van Hamme
Pour les articles homonymes, voir Van Hamme.
Jean Van Hamme, né le 16 janvier 1939 à Bruxelles (province de Brabant), est un romancier et scénariste de bande dessinée et de téléfilms belge .
Il est surtout connu pour avoir créé et scénarisé les aventures de trois personnages de la bande dessinée belge, Thorgal (1977), XIII (1984) et Largo Winch (1990).
Il est aussi connu pour sa série Les Maîtres de l'orge et pour avoir fortement contribué au prolongement des personnages de Blake et Mortimer, d'Edgar P. Jacobs.

## Biographie

### Jeunesse et formation
Jean Van Hamme naît le 16 janvier 1939 à Bruxelles. Il est fils unique et il perd sa mère à l'âge de 2 ans. Il décrit une enfance et une adolescence solitaires.
Il devient scout au Groupe Honneur dans sa jeunesse. Il effectue ses études secondaires à l'Athénée royal d'Uccle 1 puis poursuit des études supérieures à Bruxelles, est diplômé ingénieur commercial de l'École de commerce Solvay, agrégé d'économie politique (des connaissances qu'il utilise notamment pour Largo Winch). Chaque été, il se métamorphose en routard, un sac sur le dos et le pouce en l'air. « J'ai parcouru quelque 30 000 km en stop,, en Europe, aux États-Unis, en Afrique. J'ai été en Norvège, en Suède, en Turquie, en Écosse et en Espagne. Partir de Bruxelles jusqu'en Angola a aussi été un grand voyage ». En 2014, il a parcouru 119 pays.

### Première carrière de directeur administratif
Les premiers pas de Jean Van Hamme dans le monde professionnel l'amènent à occuper le poste de directeur administratif d'une petite société de transport et de matériel ferroviaire. Il quitte celle-ci pour devenir consultant au service de l'United States Steel Corporation. Engagé en 1968 par la Manufacture belge de lampes électriques, une filiale du groupe Philips, il a pour première mission la prospection de marchés émergents, comme en Afrique par exemple en Sierra Leone, au Proche-Orient ou en Asie du Sud-Est. Il devait parfois traiter avec des administrations corrompues pour les convaincre de travailler avec lui, et devait pour ce faire les soudoyer. Attaché à Philips Belgique, il occupe, après un bref passage à l'administration commerciale, le poste de directeur des appareils ménagers. Son expérience de marketing chez Philips dure jusqu'en 1976, année où il démissionne afin de se consacrer à l'écriture de romans, notamment la série des Largo Winch.
Il revient brièvement en entreprise d'avril 1986 à mars 1987 pour diriger les éditions Dupuis. Il est depuis novembre 1992 président du Centre belge de la bande dessinée.

### Carrière dans la bande dessinée

#### Débuts et succès critique et commercial (années 1970-2000)
De 1965 à 1967, Van Hamme fait ses premières armes en traduisant des comic strips américains pour le magazine belge Le Moustique, détenu par Dupuis. En 1968, il écrit ses premiers scénarios pour la bande dessinée pour Paul Cuvelier (Corentin, Epoxy). Il collabore ensuite avec de nombreux autres dessinateurs, notamment Dany, Édouard Aidans, André Chéret, Griffo, et devient un scénariste prolifique.
En 1977, il crée la série Thorgal avec Grzegorz Rosiński au dessin, et en 1984 la série XIII, largement inspirée du roman La Mémoire dans la peau de Robert Ludlum, avec William Vance au dessin. Les deux séries s'imposent comme des succès majeurs de la bande dessinée franco-belge, récoltant de nombreux prix et connaissant d'excellentes ventes.
En 1990, Van Hamme lance sa troisième série à succès, Largo Winch. Il s'agit d'une adaptation des romans publiés par Van Hamme entre 1977 et 1980 aux éditions Mercure de France. Le scénariste choisit Philippe Francq, pour cette bande dessinée publiée aux éditions Dupuis. C'est de nouveau un large succès critique et commercial.
En 1992, il lance une série historique, Les Maîtres de l'orge, dessinée par Francis Vallès. Neuf albums sont publiés jusqu'en 1999, racontant les parcours de plusieurs générations d'une famille de brasseurs belges, les Steenfort, publiés dans la collection « Grafica » aux éditions Glénat.
En 1996, Van Hamme scénarise le premier album de Blake et Mortimer depuis la mort du créateur de la série, Edgar P. Jacobs, L'Affaire Francis Blake s'inspirant de très près du film d'Alfred Hitchcock, Les 39 marches. Cette reprise dessinée par Ted Benoit connaît un large succès critique et commercial[réf. nécessaire]. Cependant, en raison du temps pris par ce tandem créatif pour livrer un nouvel opus, l'éditeur décide de mettre en place une seconde équipe, qui alterne avec le premier. Yves Sente et André Juillard formeront ce binôme alternatif.

#### Arrêts successifs (années 2000)
En 2007, Jean Van Hamme arrête de scénariser deux de ses trois séries principales : XIII, puis Thorgal. Mais dans les deux cas, l'objectif est de continuer à faire vivre ces marques très rentables[réf. nécessaire].
Ainsi, pour XIII, si en novembre 2007, Van Hamme quitte la série sur un dix-neuvième album en forme de conclusion définitive, bouclant les intrigues des épisodes précédents, et intitulé Le Dernier Round, la série continue. En 2008, une série dérivée est lancée, XIII Mystery, qui connaît un certain succès avec un concept simple : chacun des treize tomes est dédié à un personnage secondaire de la série mère, et est scénarisé et dessiné par des auteurs chaque fois différents. Puis en 2011, la série officielle elle-même est reprise par un nouveau tandem : l'ex-éditeur Yves Sente au scénario et le dessinateur Youri Jigounov dont le dessin est jugé par son prédécesseur « très proche du mien ».
Quant à Thorgal, Van Hamme quitte la série sur un album moins conclusif[réf. nécessaire] : intitulé Le Sacrifice, le tome 29 ressemble davantage à un passage de flambeau[réf. nécessaire] du héros éponyme de la série vers son fils, Jolan. Là encore, c'est à Yves Sente qu'est confié le scénario de la suite, alors que Grzegorz Rosiński officie toujours au dessin. Sorti en octobre 2007, le trentième album, Moi, Jolan, change donc de héros. Cependant, à partir du tome 33, la série revient à Thorgal et, au tome 35, Sente est remplacé par Xavier Dorison.
Par ailleurs, l'éditeur Le Lombard lance successivement trois séries dérivées : deux centrées sur des personnages secondaires de la série : Louve et Kriss de Valnor, et dont les aventures se déroulent parallèlement à la série mère. Et enfin, La Jeunesse de Thorgal, préquelle scénarisée par Yann.
Du côté de Blake et Mortimer, le tandem Yves Sente/André Juillard s'avère plus prolifique que l'équipe formée par Van Hamme et Ted Benoît. Malgré la défection de Benoît, Van Hamme écrit son premier diptyque pour la série : La Malédiction des trente deniers. Le tome 1 (sorti en 2009) est dessiné par René Sterne et Chantal De Spiegeleer et le tome 2 par Antoine Aubin, publié en 2010. Van Hamme fait ensuite part de son souhait de réaliser une quatrième aventure opposant pour la première fois les deux héros.
En 2008, Van Hamme domine les ventes BD : Largo Winch atteint les onze millions d'exemplaires vendus.
En 2009, les albums publiés sur un scénario de Van Hamme ont été vendus à 37 millions d'exemplaires pour plus d'une centaine de scénarios écrits pour la bande dessinée.
En 2011, Van Hamme cède ses droits d'auteur de Thorgal au groupe d'édition Média-Participations, se désengageant totalement de l'orientation créative de la série, désormais supervisée par le dessinateur Grzegorz Rosiński. Mais pour XIII, il continue à superviser éditorialement la série dérivée XIII Mystery.

#### Semi-retraite (années 2010)
Libéré de ces deux séries, Van Hamme reste non seulement fidèle à Largo Winch — en 2007, il participe à un documentaire consacré à la série, produit par Kanari Films, où le scénariste retrace de A à Z avec Philippe Francq l'élaboration de la bande dessinée — mais lance aussi de nouveaux projets.
En 2009, il crée une nouvelle série, historique cette fois, Rani, pour laquelle il retrouve le dessinateur des Maîtres de l’orge, Francis Vallès. Cette bande dessinée est adaptée d'un scénario original écrit par Van Hamme pour une série télévisée produite par France 2, mais sa parution démarre avant que la série télévisée ne soit tournée, puis diffusée en 2011.
De plus, Van Hamme reprend en 2010 le scénario de la série d'action Wayne Shelton après 7 ans d'absence. Le 9e album de la série est le 4e tome qu'il scénarise. Enfin, il se tourne vers d'autres créations littéraires  telles que le théâtre ou le roman.
Le 22 novembre 2011, il est fait Citoyen d'honneur de Bruxelles. En 2014, il abandonne Lady S., série mineure centrée sur une espionne de haut vol créée dix ans plus tôt, avec Philippe Aymond au dessin. Le dixième tome ainsi que les suivants sont réalisés par ce dernier, seul,.
Et en juillet 2015, Van Hamme annonce dans une interview arrêter sa troisième série majeure, Largo Winch, à la suite de dissensions avec le dessinateur Philippe Francq. Francq choisit le romancier Éric Giacometti, scénariste des aventures d'Antoine Marcas, pour succéder à Van Hamme.
La même année, à 76 ans, Van Hamme est fait chevalier par le roi Philippe.
À la fin de l'année 2017, le scénario de son quatrième Blake et Mortimer est considéré comme prêt. C'est un tandem de nouveaux dessinateurs qui s'attelle à la création de l'album, mais seulement en 2020, après la publication d'un diptyque écrit par Yves Sente.
Fin 2018, il publie Kivu, one-shot né d'une nouvelle collaboration avec Christophe Simon, inspiré de la vie du gynécologue congolais Denis Mukwege. La chroniqueuse Kidi Bebey pour Le Monde Afrique émet des réserves sur le traitement du sujet.
Par ailleurs, Van Hamme revient à l'univers de XIII avec deux albums : tout d'abord, il signe le scénario du treizième et dernier album de la série dérivée XIII Mystery, dont le dessin est confié cette fois à Olivier Grenson. Puis il prépare une suite au tome 13 de la série originale (qui avait vocation à conclure dans un premier temps la saga lors de sa sortie en 1999), intitulé The XIII Mystery : L'Enquête. Cette Partie 2 revient sur les événements relatés par les tomes 14 à 19 de la série à succès, que Van Hamme avait scénarisés. C'est Philippe Xavier qui illustre cet album.
En novembre 2018, Van Hamme annonce par ailleurs son retour à Blake et Mortimer, pour Le Dernier Espadon, dessiné par un nouveau tandem prolongeant l'univers créé par Edgar P. Jacobs, Peter van Dongen et Teun Berserik.
En 2021, il lance une nouvelle mini-série en trois volumes consacrée à la famille du père de Largo Winch, La Fortune des Winczlav, dessinée par Philippe Berthet publiée aux éditions Dupuis et qu'il achève en 2023.
Van Hamme revient pour le Festival international de la bande dessinée d'Angoulême en janvier 2023, avec Adieu Aaricia, un hors-série dans la saga épique d'un Thorgal devenu un vieil homme arrivé au crépuscule de sa vie que son vieil ennemi le perfide Nidhogg n'a pas oublié. Cet album est scénarisé et dessiné par Robin Recht, Van Hamme n’ayant rien à voir avec cet album, le premier d’une série appelée Thorgal Saga, avec à chaque fois, un album unique par des auteurs différents.
En mars 2023, Van Hamme annonce une autre surprise et donne une suite au Rayon U, premier album d'Edgar P. Jacobs, père de Blake et Mortimer. La Flèche Ardente est publiée en mars 2023 avec la collaboration du tandem de dessinateurs Étienne Schréder et Christian Cailleaux. La même année, il contribue au Tintin numéro spécial 77 ans. En 2024, il sort le 14e opus de la série Wayne Shelton intitulé : L'Or de Saigon.

### Vie privée
Jean Van Hamme habite Bruxelles, dans la commune d'Uccle. Il possède une villa sur la Côte d'Azur, à Sainte-Maxime.
Il se définit politiquement comme étant de droite, mais explique en 2023 que, déçu par la classe politique belge, il n'a plus voté depuis quinze ans.

## Œuvre

### Séries les plus connues

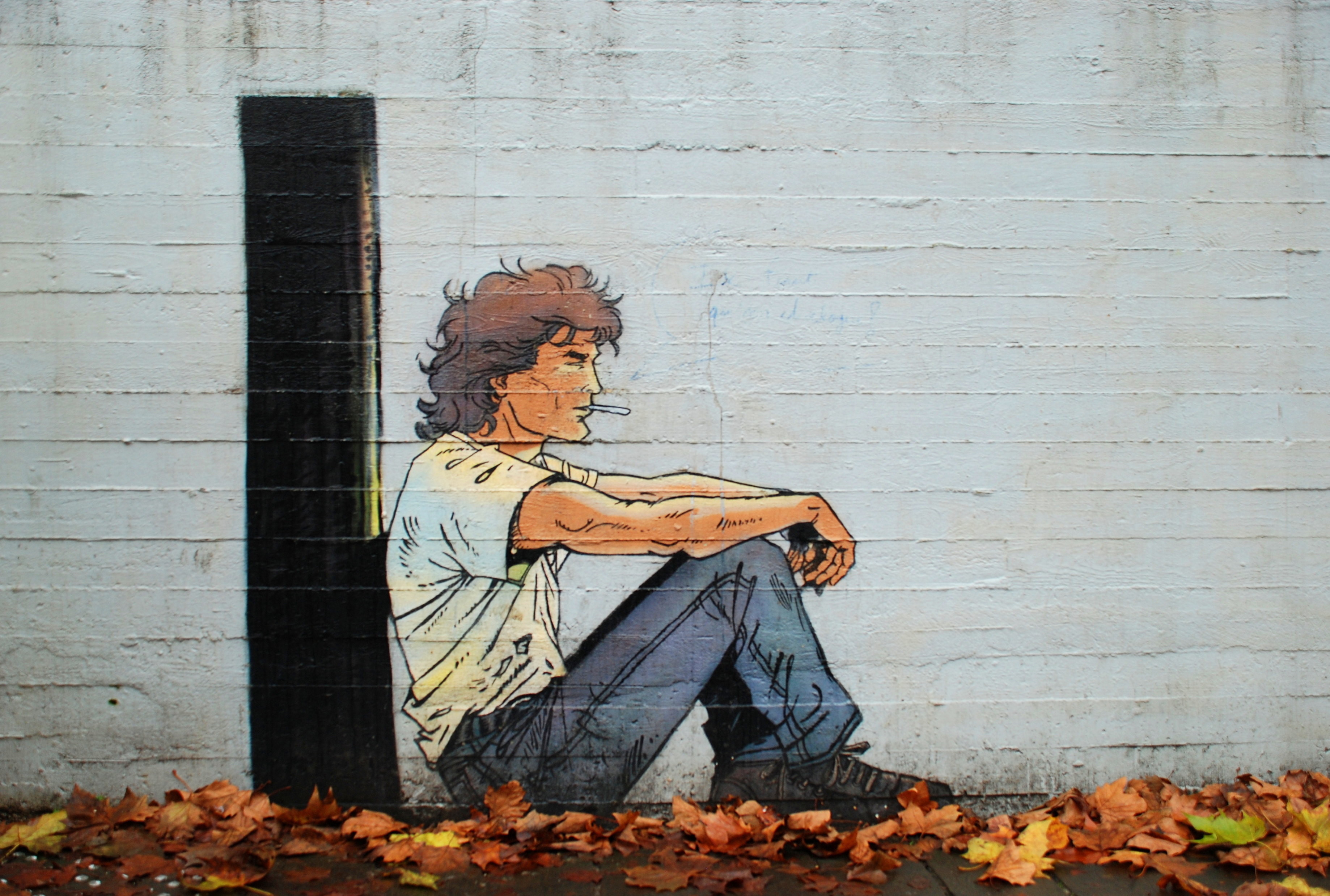
Peinture murale Largo Winch sur les murs de la place des Sciences de Louvain-la-Neuve.

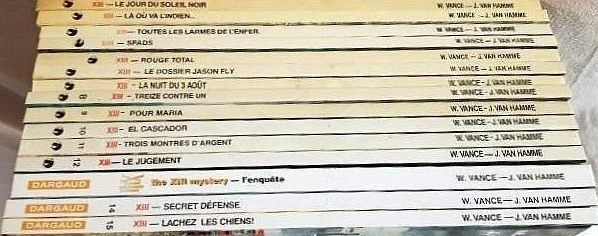
Albums de la série XIII.

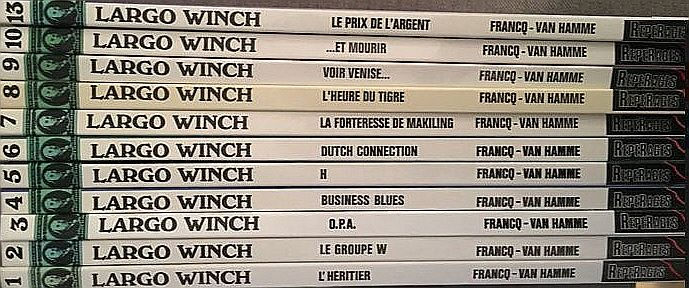
Albums de la série Largo Winch.

- Thorgal, de 1977 à 2006, avec Grzegorz Rosiński, éd. du Lombard.
- XIII, de 1984 à 2007, avec William Vance, éd. Dargaud Benelux.
- Largo Winch, romans de 1977 à 1980 (éd. Mercure de France), puis en bande dessinée de 1990 à 2015, avec Philippe Francq, éd. Dupuis.

### One-shots
- Epoxy (avec Paul Cuvelier, éd. Le Terrain Vague), 1968
- Histoire sans héros et Vingt ans après (avec Dany, éd. du Lombard), 1977-1997.
- Le Jeu de la lune barbaresque, avec Rosinski, Super Tintin no 26, juillet 1984
- Le Grand Pouvoir du Chninkel[32], avec Rosinski, éd. Casterman, 1988, réédition en 2006 et 2015
- Lune de guerre, Dupuis, coll. « Aire Libre », Marcinelle, janvier 2000
Scénario : Jean Van Hamme - Dessin et couleurs : Hermann -  (ISBN 2-8001-2969-7)
- Western, avec Rosinski, éd. du Lombard, 2001
- Le Télescope[33] (avec Paul Teng, éd. Casterman), 2009
- Kivu (avec Christophe Simon, préface de Colette Braeckman, éd. du Lombard), 2018[34],[35],[36]
- Avant Blake et Mortimer, d'après Edgar P. Jacobs (éd. Blake et Mortimer), 2023.
  - La Flèche ardente[29], Dargaud, 2023, avec Étienne Schréder et Christian Cailleaux.

### Collectifs
- Numéro spécial 77 ans - L'hommage des auteurs et autrices d'aujourd'hui aux personnages mythiques du journal Tintin, Éditions Moulinsart-Le Lombard, Bruxelles, 8 septembre 2023
Scénario : collectif dont Jean Van Hamme - Dessin : collectif - Couleurs : quadrichromie -  (ISBN 2-85815-201-2)

### Littérature d'enfance et de jeunesse
- Un si petit hippopotame, texte de Jean Van Hamme, illustration de David Merveille, Mijade, Namur, 1998  (ISBN 2871421625)

### Catalogue d'exposition
- Jean Van Hamme, Introduction à la bande dessinée belge, Bruxelles, Bibliothèque royale de Belgique, 1968, 80 p., ill. ; 26 cm (lire en ligne)publié à l'occasion de l'exposition La bande dessinée en Belqique, Bibliothèque Albert Ier, [Bruxelles], du 29 juin au 25 août 1968

### Scénarios pour le cinéma ou la télévision
Sauf indication contraire, les informations mentionnées dans cette section peuvent être confirmées par la base de données cinématographiques IMDb,  présente dans la section « Liens externes ».
- Jackson ou le mnémocide[56] (1980), téléfilm de Jean-Louis Colmant (scénario)
- Diva (1981), film de Jean-Jacques Beineix (adaptation)
- Meurtres à domicile (1982), film de Marc Lobet (scénario, adaptation et dialogues)
- Largo Winch : Le Prix de l'argent (2024), film d'Olivier Masset-Depasse (scénario, d'après sa propre bande dessinée)

## Distinctions

### Décorations
- 2011 : 
  -  Commandeur de l'ordre des Arts et des Lettres
  - Citoyen d'honneur de Bruxelles[18]
- 2015 : Concession de noblesse héréditaire avec le titre personnel de chevalier par le roi Philippe[57]

### Récompenses
- 1978 :  prix Saint-Michel du meilleur scénario réaliste pour Histoire sans héros[58]
- 1980 :  prix Saint-Michel du meilleur scénario réaliste, pour l'ensemble de son œuvre[59]
- 1983 :  Grand Prix Saint-Michel pour Au-delà des ombres (5e tome de Thorgal, avec Grzegorz Rosiński)[59]
- 1989 :  Alph-Art du public pour Le Grand Pouvoir du Chninkel (avec Grzegorz Rosiński)[60]
- 1990 :  prix Haxtur du meilleur scénario pour XIII[59],[58]
- 1991 :  prix Haxtur du finaliste ayant reçu le plus de votes pour Thorgal, tome Louve (avec Grzegorz Rosiński)
- 1993 : 
  -  prix France Info pour Les Maîtres de l'orge, t. 1 : Charles (avec Francis Vallès)
  -  prix Bédéis causa du meilleur album partagé avec Grzegorz Rosiński pour L'Épée de soleil[61]
- 1994 :  prix Max et Moritz du meilleur scénariste international[59],[58]
- 1996 : 
  -  prix Haxtur de la meilleure histoire longue pour Largo Winch t. 5-6[59],[58]
  -  Alph-Art du public au festival d'Angoulême pour La Couronne d'Ogotaï (21e tome de Thorgal, avec Grzegorz Rosiński)
- 1997 :  Alph-Art du public au festival d'Angoulême pour L'Affaire Francis Blake (avec Ted Benoît)[60]
- 2007 :  Sanglier du meilleur album adulte[62] avec Philippe Francq pour Les Trois Yeux des Gardiens du Tao
- 2009 : 
  -  Grand Prix Saint-Michel, pour l'ensemble de son œuvre[58],[59]
  -  Prix Adamson du meilleur auteur international pour l'ensemble de son œuvre (avec Philippe Francq)[58],[59]
- 2010 :  Trophée d'honneur lors du 9e Forum international Cinéma et Littérature de Monaco[63]

### Autres reconnaissances
En 2021, le site BD Gest' le fait entrer dans le panthéon de la BD par le Hall of Fame franco-belge.